# Paallavviup Niaqunnguutinga
Paallavviup Niaqunnguutinga ist eine Halbinsel auf Padloping Island im kanadischen Territorium Nunavut. Die Halbinsel liegt in der Davisstraße.
Paallavviup Niaqunnguutinga ist etwa fünf Kilometer lang und bis zu 5,1 Kilometer breit.